# Malurus
Genre
Malurus est un genre d'oiseaux de l'ordre des passeriformes originaires d'Australie, et couramment appelés Mérions.

## Liste des espèces
Selon la classification de référence du Congrès ornithologique international (version 14.2, 2024) :
- Malurus cyanocephalus – Mérion empereur
- Malurus amabilis – Mérion ravissant
- Malurus assimilis – Mérion violacé
- Malurus lamberti – Mérion de Lambert
- Malurus pulcherrimus – Mérion à gorge bleue
- Malurus elegans – Mérion élégant
- Malurus cyaneus – Mérion superbe
- Malurus splendens – Mérion splendide
- Malurus coronatus – Mérion couronné
- Malurus alboscapulatus – Mérion à épaulettes
- Malurus melanocephalus – Mérion à dos rouge
- Malurus leucopterus – Mérion leucoptère

Alors que des versions précédentes ajoutaient:
- Malurus grayi – Mérion à bec large
- Malurus campbelli – Mérion de Campbell

## Phylogénie
Arbre phylogénétique partiel du genre Malurus :
|  | Malurus elegans - Mérion élégant            |
|  |                                             |
|  | Malurus pulcherrimus - Mérion à gorge bleue |
|  |                                             |

|  | Malurus amabilis - Mérion ravissant  |
|  |                                      |
|  | Malurus lamberti - Mérion de Lambert |
|  |                                      |

|  | Malurus elegans - Mérion élégant            |
|  |                                             |
|  | Malurus pulcherrimus - Mérion à gorge bleue |
|  |                                             |

|  | Malurus amabilis - Mérion ravissant  |
|  |                                      |
|  | Malurus lamberti - Mérion de Lambert |
|  |                                      |

|  | Malurus leucopterus - Mérion leucoptère     |
|  |                                             |
|  | Malurus melanocephalus - Mérion à dos rouge |
|  |                                             |

|  | \| \| Malurus splendens - Mérion splendide \| \| \| \| \| \| Malurus cyaneus - Mérion superbe \| \| \| \| |
|  | |
|  | Malurus coronatus - Mérion couronné                                                                       |
|  | |
|  | Malurus splendens - Mérion splendide                                                                      |
|  | |
|  | Malurus cyaneus - Mérion superbe                                                                          |
|  | |

|  | Malurus splendens - Mérion splendide |
|  |                                      |
|  | Malurus cyaneus - Mérion superbe     |
|  |                                      |

|  | Malurus leucopterus - Mérion leucoptère     |
|  |                                             |
|  | Malurus melanocephalus - Mérion à dos rouge |
|  |                                             |

|  | \| \| Malurus splendens - Mérion splendide \| \| \| \| \| \| Malurus cyaneus - Mérion superbe \| \| \| \| |
|  | |
|  | Malurus coronatus - Mérion couronné                                                                       |
|  | |
|  | Malurus splendens - Mérion splendide                                                                      |
|  | |
|  | Malurus cyaneus - Mérion superbe                                                                          |
|  | |

|  | Malurus splendens - Mérion splendide |
|  |                                      |
|  | Malurus cyaneus - Mérion superbe     |
|  |                                      |

|  | Malurus elegans - Mérion élégant            |
|  |                                             |
|  | Malurus pulcherrimus - Mérion à gorge bleue |
|  |                                             |

|  | Malurus amabilis - Mérion ravissant  |
|  |                                      |
|  | Malurus lamberti - Mérion de Lambert |
|  |                                      |

|  | Malurus elegans - Mérion élégant            |
|  |                                             |
|  | Malurus pulcherrimus - Mérion à gorge bleue |
|  |                                             |

|  | Malurus amabilis - Mérion ravissant  |
|  |                                      |
|  | Malurus lamberti - Mérion de Lambert |
|  |                                      |

|  | Malurus leucopterus - Mérion leucoptère     |
|  |                                             |
|  | Malurus melanocephalus - Mérion à dos rouge |
|  |                                             |

|  | \| \| Malurus splendens - Mérion splendide \| \| \| \| \| \| Malurus cyaneus - Mérion superbe \| \| \| \| |
|  | |
|  | Malurus coronatus - Mérion couronné                                                                       |
|  | |
|  | Malurus splendens - Mérion splendide                                                                      |
|  | |
|  | Malurus cyaneus - Mérion superbe                                                                          |
|  | |

|  | Malurus splendens - Mérion splendide |
|  |                                      |
|  | Malurus cyaneus - Mérion superbe     |
|  |                                      |

|  | Malurus leucopterus - Mérion leucoptère     |
|  |                                             |
|  | Malurus melanocephalus - Mérion à dos rouge |
|  |                                             |

|  | \| \| Malurus splendens - Mérion splendide \| \| \| \| \| \| Malurus cyaneus - Mérion superbe \| \| \| \| |
|  | |
|  | Malurus coronatus - Mérion couronné                                                                       |
|  | |
|  | Malurus splendens - Mérion splendide                                                                      |
|  | |
|  | Malurus cyaneus - Mérion superbe                                                                          |
|  | |

|  | Malurus splendens - Mérion splendide |
|  |                                      |
|  | Malurus cyaneus - Mérion superbe     |
|  |                                      |